# Il pianeta azzurro
Pour plus de détails, voir Fiche technique et Distribution.
Il pianeta azzurro est un film documentaire italien réalisé par Franco Piavoli et sorti en 1982. Il est présenté en compétition lors de la Mostra de Venise 1982.
Le film est construit à travers de longues prises de vue qui visent à créer une connexion intime des spectateurs avec les rythmes de la nature : certaines séquences durent plusieurs minutes sans l'aide d'effets et d'accélérations.

## Synopsis
Suivant le cycle des saisons, le paysage de la campagne est représenté, de l'éveil de la vie après les frimas de l'hiver à l'éclosion du printemps, de la chaleur estivale des travaux des champs au crépuscule de l'automne. L'homme se confronte à la nature dans la succession des saisons et dans les moments essentiels de son existence : l'enfance, l'amour, la nourriture, le travail, la douleur.

## Fiche technique
- Titre original italien et français : Il pianeta azzurro[1],[2],[3]
- Réalisateur : Franco Piavoli
- Scénario : Franco Piavoli, Neria Poli
- Photographie : Franco Piavoli, Carlo Ventimiglia
- Montage : Franco Piavoli
- Production : Silvano Agosti
- Société de production : 11 Marzo Cinematografica
- Pays de production :  Italie
- Langue originale : italien
- Format : couleurs - 1,33:1 - 35 mm
- Durée : 88 minutes
- Genre : film documentaire
- Dates de sortie :
  - Italie : 28 août 1982 (Mostra de Venise 1982) ; décembre 1982 (sortie nationale)

## Distribution
- acteurs non professionnels

## Production
L'œuvre a été réalisée en deux ans, en toute liberté : Silvano Agosti a fourni à Piavoli une caméra Arriflex avec laquelle le réalisateur et son assistante Neria Poli ont pu tourner 30 000 mètres de pellicule.

## Accueil critique
La réalisatrice Alice Rohrwacher a inclus ce documentaire dans la liste de ses 10 films préférés de tous les temps.